# HD 2453
HD2453 є хімічно пекулярною зорею спектрального класу A1 й має видиму зоряну величину в смузі V приблизно  6.9.
.

## Пекулярний хімічний вміст
Зоряна атмосфера HD2453 має підвищений вміст Cr.

## Магнітне поле
Спектр даної зорі вказує на наявність магнітного поля у її зоряній атмосфері. Напруженість повздовжної компоненти поля оціненої з аналізу наявних ліній металів
становить  587.8 ± 202.8 Гаус.